# シンデレラ (奥華子の曲)
「シンデレラ」は、奥華子の12枚目のシングル。2012年1月11日にポニーキャニオンから発売された。

## 解説
2012年第1弾シングル。シングル作品としては2010年8月リリースの「ガラスの花」から1年5ヶ月ぶりの新作となる。
2011年12月から行われているライブツアー『バンドライブツアー'11 "シンデレラ"』との連動企画として、本作に封入されている応募はがきにライブツアーのチケットを貼り付けて応募すると「シンデレラ」弾き語りバージョンを収録したCDがプレゼントされるという企画が行われている。
PVは2011年12月17日に公開された。作中の雪景色は北海道・美瑛で撮影されている。
北海道STVラジオの2012年1月度の推薦曲として選ばれた。
ビーイング・チバテレビ制作「MUSIC FOCUS」1月度オープニングテーマ、日本テレビ系「芸能★BANG!」1月度エンディングテーマとして起用された。

## 収録曲
全曲、作詞/作曲：奥華子
1. シンデレラ (4:28)
編曲：島田昌典
2. 卒業の時 (4:52)
編曲：ha-j
3. 泡沫 (Live ver.) (4:52)
4. トランプ (Live ver.) (4:59)
5. パズル (Live ver.) (5:35)
6. シンデレラ (Instrumental) (4:28)

## 歌詞の変化
曲が出来上がった頃（リリース前）にコンサートにて披露された初期バージョンと実際にリリースされた曲は歌詞が若干変化している。
- リリース → 初期バージョン
- 青い雲を見た帰り道 → 風が止んだ帰り道
- 冗談言える あなたじゃないって知っているから → 冗談だよといつもなら笑ってくれるのに
- お揃いのマグカップも全部 二人で選んだ物だけど → 街も部屋も帰り道も いつもと変わらないはずなのに
- 好きという気持ちと一緒に あなたが置いていった物 → あなたが隣にいないだけで 世界は色あせて見えた
- あなたと過ごした全てが大切だったよずっと → あなたと過ごした時間が大切だったよずっと
- 喧嘩した日も あたしのそばにいてくれたね → どんな時でも あたしのそばにいてくれたね

歌詞はコンサートで発表された時の投稿者聴き取りメモによる。

## 収録アルバム
- good-bye (#1, #2) - #2はアレンジバージョンでの収録。